# 1465
سنة 1465 كانت سنة بسيطة تبدأ يوم الثلاثاء (الرابط يظهر نموذج التقويم الكامل للسنة) من التقويم اليولياني.

## أحداث
- زوال الدولة المرينية بعد عزل وقتل آخر ملوكهاعبد الحق الثاني.
- خلال حرب أونين الأهلية باليابان في فترة موروماتشي، يوشي-ماسا يعين ابنه وليا للعهد.
- اتخاذ قصر طوب قابي مركز إقامة سلاطين الدولة العثمانية.
- تأسيس خانية القازاق.
- وضع أبو الحسن علي القلصادي لأول مرة رموزًا لعلم الجبر بدلاً عن الكلمات.
- 10 سبتمبر - نهاية بابوية متاؤس الثاني، بابا الإسكندرية.
- تشييد «المسجد الأزرق» في تبريز بأمرٍ من زعيم الخرفان السود مظفّر الدين جهان شاه بن يوسف عندما اتخذها عاصمةً له.

## مواليد
- كونراد بويتينغر - إنساني وجامع آثار ودبلوماسي ألماني.
- بيري ريس، قبطان وراسم خرائط عثماني.
- بحرق اليمني، عالم مسلم وأديب ومتصوف يمني.

## وفيات
- محمد بن سليمان الجزولي، من أعلام التصوف المغربي.